# Escudo de Burundi
El escudo de armas de Burundi fue adoptado en 1966 y en el mismo, figura en un campo de gules o color rojo con filiera (borde estrecho) de oro (color amarillo o dorado), una cabeza de león del mismo metal (color) aclarada de sable o negro. El escudo está sujeto por tres lanzas tradicionales africanas de plata (color gris o blanco).
En la parte inferior del escudo de armas aparece escrito en una cinta el lema nacional en francés: "Unité, Travail, Progrès" ("Unidad, Trabajo, Progreso").

## Historia

Escudo de armas del Reino de Burundi (1962-1966)

El antiguo escudo de armas del Reino de Burundi, utilizado desde 1962 hasta 1966, lucía muy similar, salvo que el tambor karyenda Real estaba surmontnado en la parte superior como un símbolo del Mwami (rey), rodeado por dos laureles. El número de lanzas era de cuatro. El lema nacional era Ganza Sabwa, que está en kirundi y más o menos significa "(Los mwami) gobierna y reina".